# Daniel Alejandro Hernández
Daniel Alejandro Hernández González (Medellín, 10 dicembre 1990) è un ex calciatore colombiano, di ruolo centrocampista.

## Caratteristiche tecniche
È un trequartista.

## Carriera
Cresciuto nelle giovanili dell'Itagui Leones, ha esordito il 24 febbraio 2011 in occasione del match di Copa Colombia vinto 4-1 contro l'Envigado.